# صائب سلام
صائب سلام (عربی: صائب سلام؛ ۱۷ ژانویهٔ ۱۹۰۵ – ۲۱ ژانویهٔ ۲۰۰۰) یک سیاستمدار اهل لبنان بود. وی پدر تمام سلام نخست‌وزیر پیشین لبنان بود.